# 新宿区立新宿中学校
新宿区立新宿中学校（しんじゅくくりつしんじゅくちゅうがっこう）は、東京都新宿区新宿六丁目にある公立中学校。2005年に新宿区立大久保中学校と新宿区立東戸山中学校が統合されて開校した。校地は新宿区立大久保中学校の跡地を使用している。

## 沿革
- 2005年4月01日 - 新宿区立新宿中学校開校（旧東戸山中学校校舎で開設）
- 2005年4月06日 - 開校式・始業式挙行
- 2007年 - 現在の校舎が完成
- 2013年4月01日 - 国際学級（日本語学級）開設

## 部活動
- 運動部
  - サッカー部[1]
  - ソフトテニス部[1]
  - 水泳部[1]
  - 女子バレーボール部[1]
  - バスケットボール部[1]
  - バドミントン部[1]
  - 若草クラブ
- 文化部
  - 美術部[1]
  - 茶道部[1]
  - 書道部[1]
  - 吹奏楽部[1]
  - サイエンス部

## 学校の周辺
- 新宿区立天神小学校
- 東京医科大学
- 新宿区立新宿文化センター

## 交通
- JR東日本 山手線・埼京線・中央線 新宿駅下車[2]
- 西武鉄道 西武新宿線 新宿駅下車[2]
- 小田急電鉄 小田原線 新宿駅下車[2]
- 東京メトロ丸ノ内線 新宿御苑前駅下車[2]
- 都営地下鉄新宿線 新宿三丁目駅下車[2]
- 東京メトロ副都心線・都営地下鉄大江戸線 東新宿駅下車[2]

## 著名な出身者
- ちあきなおみ（歌手） - 旧大久保中卒
- 遠藤一星（プロ野球選手）
- シェリー(タレント) -旧東戸山中卒業
- ゆりにゃ（YouTuber）
- 多ケ谷亮（衆議院議員）-旧大久保中学卒